# Centaur (rakettrap)

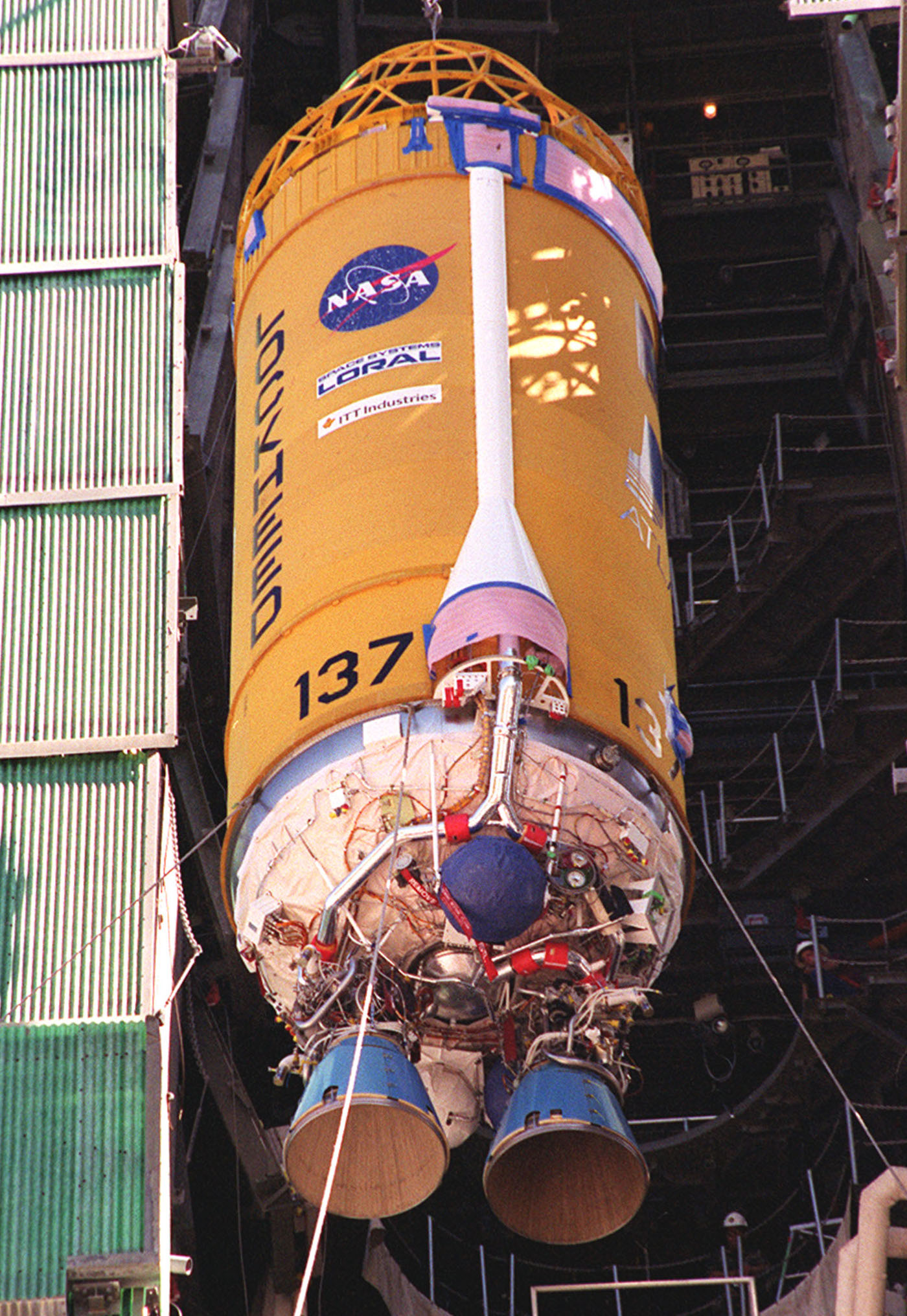
De Centaur-2A voor zijn integratie op een Atlas IIA raket (Cape Canaveral, 2000)

De Centaur is een rakettrap ontworpen voor de Atlasraket in de jaren 1950-60. Hij wordt gebruikt om satellieten in hun juiste baan te duwen, of om ruimtevaartuigen de ontsnappingssnelheid te geven. Het was 's werelds eerste hoge-energie-bovenste-trapraket met als brandstof vloeibare waterstof (LH2) en vloeibare zuurstof (LOX). In oktober 2018 werd de 250e Centaur gelanceerd.
De Centaur werd genoemd naar de centaurs uit de Griekse mythologie en was ontworpen door Karel Bossart (de man achter de Atlasraket) en Kraft Ehriche, die allebei bij Convair werkten. Het ontwerp heeft als overeenkomst met de Atlasraket dat die ook gebruikmaakte van roestvaststalen "tankballonnen". Deze "tankballonnen" behouden hun stevigheid door de druk binnenin, en zijn daarom lichter dan gewone raketten. De voortstuwing van een Centaur gebeurt door één, twee of vier RL10-raketmotoren. 
De Centaur wordt tegenwoordig door United Launch Alliance gebouwd als tweede trap van de Atlas V. Voor die tijd was de productielijn eigendom van General Dynamics, Martin Marietta en Lockheed Martin.

## Ontwikkeling
In 1957, één jaar voor de stichting van NASA, gaf de Amerikaanse luchtmacht aan Convair de opdracht om een tweede trap te bouwen voor de Atlasraket, die ook bij Convair in ontwikkeling was. In 1959 nam NASA de ontwikkeling van de Centaur over, omdat het land dringend nood had aan zwaardere raketten. Nadat de eerste testvlucht was gepland voor januari 1961, besliste NASA dat de Centaur het werkpaard ging worden voor onderzoek rond de aarde, onderzoeksmissies naar de maan en andere planeten. Naast lanceringen van militaire satellieten wilde NASA elke maand, meer dan 10 jaar lang, de Centaur-trap gebruiken.
Maar bij de eerste grondtesten ondervond de Centaur problemen, en de eerste lancering was pas in mei 1962, maar na 52 seconden ontplofte de raket. Het zou tot eind 1963 duren voor de eerste succesvolle lancering zou plaatsvinden.
Nadien werden de Centaur en de RL10-raketmotoren nog steeds doorontwikkeld en gemoderniseerd.

## Missies
De eerste missies voor de Centaur waren de Surveyors naar de Maan te brengen. Ter voorbereiding hiervan waren 8 testvluchten, om de laatste kleine probleempjes eruit te halen en uiteindelijk een betrouwbare raket te hebben. Maar tijdens een van deze lanceringen liep het grondig mis, toen de raket ontplofte en hiermee het hele lanceerplatform vernietigde. Het heeft toen moeite gekost om de oorzaak te vinden.
Het was aanvankelijk de bedoeling ook een versie van de Centaur voor de Saturnus I te ontwikkelen. Deze zou als derde trap functioneren en Centaur-C of S-V worden genoemd. Deze uitvoering heeft nooit gevlogen.
In 1966 werd de Surveyor 1 succesvol gelanceerd op een Atlas-Centaur-raket, en deze maakte de eerste Amerikaanse zachte landing op de maan.
In de jaren 1970 was de Centaur D-1T ook de derde trap van de Titan IIIE en op de Atlasraket diende de Centaur D als bovenste trap voor verschillende verkenningsmissies naar de planeten van het zonnestelsel.
In de jaren 1980 was NASA begonnen met de ontwikkeling van een aangepaste Centaur die in het ruim van een Spaceshuttle moest passen. Deze had als doel ladingen vanuit de lage baan om de aarde waarin de Spaceshuttle vloog verder de ruimte in te sturen. Deze uitvoering werd echter na de ramp met ruimteveer Challenger geannuleerd wegens de hoge risico's die zoveel extra brandstof aan boord van de shuttle met zich mee brachten.
De Titan IV kon ook met een Centaur worden uitgerust.

## Huidig gebruik

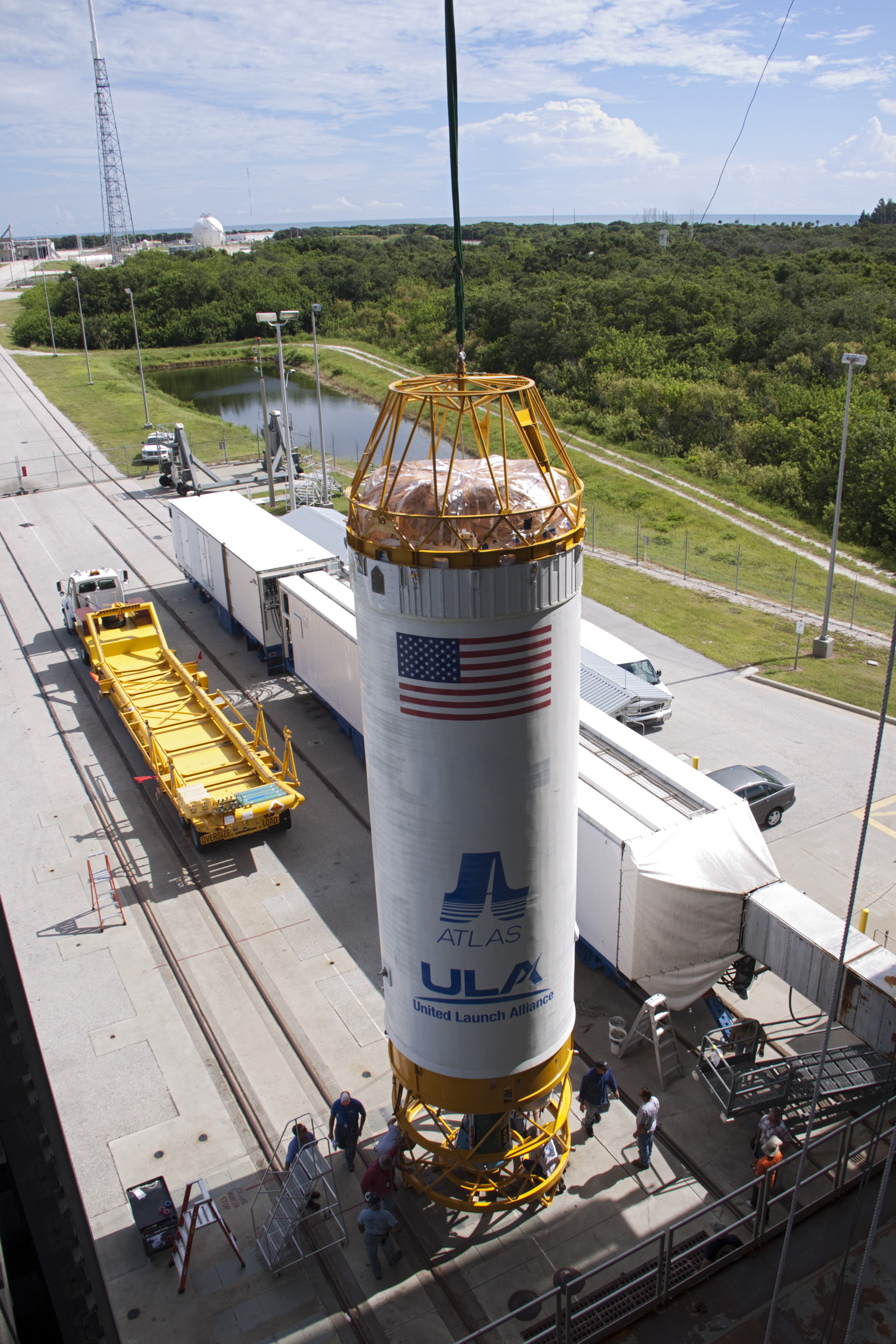
De eenmotorige Centaur III die als tweede trap van de Atlas V wordt gebruikt.

Sinds in 1990 de commerciële Atlas I in gebruik is genomen, wordt de Centaur ook voor commerciële doeleinden gebruikt. Ook NASA is van de Centaur gebruik blijven maken, voor de lancering van SOHO op een Atlas II-AS in 1995, en voor de lancering van Cassini-Huygens naar Saturnus op een Titan IV-Centaur in 1997. De Centaur wordt nog steeds gebruikt in de Atlas V en de Vulcan (maar is er bij beiden niet een echt apart onderdeel meer van). 

### Centaur III
De uitvoering van de Centaur die momenteel nog voor de Atlas V wordt gebruikt is de Centaur III. Deze werd eerder al op de Atlas III gebruikt.
De Centaur III heeft een diameter van 3,1 meter en is 12,6 meter lang. De eenmotorige uitvoering van de Centaur III (ook wel SEC) heeft de RL10C-1 als hoofdmotor. De tweemotorige uitvoering (DEC) de RL10A-4-2. De laatst genoemde heeft kleinere straalpijpen waardoor er twee naast elkaar in de tussentrap van de Atlas V passen. Anders dan bij eerdere Atlas-raketten is de Centaur op de Atlas V in de meeste gevallen met een motor uitgerust. Dit kan omdat de eerste trap zo krachtig is dat deze de Centaur genoeg basissnelheid meegeeft om met een motor tot orbitale snelheid door te versnellen. Het gewicht dat met een motor minder bespaard wordt komt de effectiviteit ten goede. Ook levert de langere straalpijp de RL-10 meer stuwkracht op. 
Sinds 2016 zitten aan de onderzijde rondom de hoofdmotor houders voor CubeSats die als secundaire vracht meeliften op de Atlas V. In 2019 werd voor het eerst sinds 2004 tweemotorige Centaurs gebruikt voor de lanceringen van Starliner-bemanningscapsules (testvlucht Boe-OFT).
In mei 2021 werd voor het eerst gevlogen met een koolstofvezelverlenging aan de straalpijp van de RL10-motor waardoor de effectiviteit van ‘s werelds meest effectieve upperstage motor nog iets verbeterd werd. Deze verlenging, ontworpen voor de Centaur V maar alvast op de Centaur III in gebruik genomen, vibreerde zichtbaar. Hoewel dit geen problemen voor de missie opleverde stelde ULA de volgende Atlas V-lancering uit om te onderzoeken of deze vibraties schadelijk zouden kunnen zijn en eventueel moeten worden verholpen. Op 23 juni gaf ULA aan voorlopig geen gebruik meer te maken van de nieuwe straalpijpen tot er meer duidelijkheid over de betrouwbaarheid is.
Anno 11 januari 2024 staan er nog 17 Atlas V-lancering te gebeuren. De laatste zou volgens de planning in 2028. Er worden geen nieuwe boekingen voor dit rakettype meer aangenomen. Het is niet ondenkbaar dat de laatste vluchten tot enkele jaren vertraging oplopen.

### Centaur V
In januari 2024 debuteerde de Vulcan-Centaur die gebruik maakt van de Centaur V.
Toen in 2015 het eerste ontwerp van de Vulcan werd gepresenteerd was het de bedoeling dat deze net als de Atlas V de Centaur III als tweede trap zou gebruiken en dat deze later zou worden vervangen door ACES, een doorontwikkeling van de Centaur. 
In 2018 besloot ULA eerst een nieuwe grotere en krachtiger variant van de Centaur te ontwikkelen waarin een aantal voor ACES ontwikkelde technieken al zijn opgenomen. Deze nieuwe variant heet Centaur V. ACES werd voorlopig geannuleerd bij gebrek aan markt. De Vulcan-Centaur vervangt vanaf 2024 de Atlas V en de Delta IV. Voor Vulcan zijn een tweemotorige en een viermotorige uitvoering van de Centaur V beschikbaar. De Centaur V zal met motoren van het type RL10C-X worden uitgerust. Dit is een gemoderniseerde uitvoering van de RL10C-1 (hoofdmotor van de eenmotorige Centaur III) die met behulp van nieuwe fabricagetechnieken waaronder 3D-printen wordt geproduceerd en iets meer stuwkracht heeft. Op de eerste vluchten is de Centaur V nog met de RL-10C-1 uitgerust.
De Centaur V heeft een diameter van 5,4 meter net als de eerste trap van de Vulcan. De lengte is met 12,6 meter gelijk aan de Centaur III wat belangrijk is omdat de Vulcan-Centaur dezelfde toegangstoren voor ruimtevaarders gebruikt als de Atlas V en de hoogte van beide raketten dus gelijk moet zijn. De viermotorige uitvoering zal langer dan de andere twee uitvoeringen zijn. 
Waar de Centaur III na acht uur in de ruimte nog kan herstarten zal dat bij de Centaur V twaalf uur zijn en met enkele aanpassingen zelfs enkele maanden. Die Multi Month Extension Kit was ontworpen voor ACES maar is dus ook al beschikbaar voor Centaur V. De stuurmotoren werken op de Centaur V niet meer op hydrazine maar op waterstofperoxide.

#### Verschil met de geannuleerde ACES-trap
In eerdere plannen had de Centaur vanaf 2023 vervangen moeten worden door de nieuw te ontwikkelen Advanced Cryogenic Evolved Stage (ACES), een concept dat in 2018 op de tekentafel lag waarin de technieken uit de Centaur gebruikt worden. Het belangrijkste verschil tussen Centaur en ACES is dat ACES in de ruimte kan worden bijgetankt. Ook kunnen meerdere ACES-trappen in de ruimte achter elkaar worden gekoppeld om zo een nog krachtiger voortstuwingsunit te vormen. Ook kan de overcapaciteit van ACES worden gebruikt om bijvoorbeeld ruimteschroot op te ruimen.

## Toekomst
Met de introductie van de Vulcan-Centaur zal de Centaur V nog jaren worden gebruikt. In mei 2024 kreeg ULA een subsidie van NASA om voor een haalbaarheids studie om de Centaur tot Marslander aan te passen.